# Hydroptila artemis
Hydroptila artemis är en nattsländeart som beskrevs av Malicky 1997. Hydroptila artemis ingår i släktet Hydroptila och familjen smånattsländor. Inga underarter finns listade i Catalogue of Life.